# Marco Engelhardt
Marco Engelhardt (Bad Langensalza, Német Demokratikus Köztársaság, 1980. december 2.) német labdarúgó-válogatott labdarúgó.

## Pályafutása
A Rot-Weiß Erfurt csapatánál nevelkedett és itt is lett profi labdarúgó, majd a Karlsruher játékosa lett. 2004 és 2006 között az 1. FC Kaiserslautern együttesének volt a játékosa. Az 1. FC Nürnberg csapatánál 2006–07-es szezonban megnyerték a német kupát. 2007. március 3-án debütált a Bundesligában az Arminia Bielefeld elleni bajnoki mérkőzésen a Nürnberg színeiben. 2008. december 19-én bejelentette, hogy visszatér a Karlsruher csapatához, ahová 2012. június 30-ig írt alá. A 2010-11-es szezonban közös megegyezéssel felbontotta a klubbal a szerződését.
Ezután tárgyalásokat folytatott az angol Peterborough United csapatával, ahol tesztmérkőzésen is szerepelt, de végül nem kötöttek szerződést vele. Nem sokkal később visszatért a nevelő egyesületéhez a Rot-Weiß Erfurthoz. 2014 szeptemberében 1 éves szerződést kötött a 3. Ligában szereplő Hallescher FC csapatával. 2016 nyarán a TSG 1899 Hoffenheim második csapatába igazolt, ahol egészen 2018-ig volt. Ezek után az edzői pályára készült és a Werder Bremen edzői stábjánál tanult.

## Válogatott
1999 és 2000 között 4 mérkőzésen szerepelt a német U21-es labdarúgó-válogatottban és 2 gólt szerzett. 2004. december 16-án debütált a német labdarúgó-válogatottban  a japán labdarúgó-válogatott elleni mérkőzésen, amelyen Jürgen Klinsmann 13 perc játék lehetőséget biztosított neki a mérkőzésen. A thaiföldi labdarúgó-válogatott elleni mérkőzésen kezdőként lépett pályára és a lefújásig ott is maradt. Tagja volt a 2005-ös konföderációs kupán részt vevő csapatnak, ahol az argentin labdarúgó-válogatott ellen csereként lépett pályára.

## Sikerei, díjai

### Klub
- 1. FC Nürnberg
  - Német kupa: 2006–07

### Válogatott
- Németország
  - Konföderációs kupa bronzérmes: 2005